# Leucetta
Leucetta é um gênero de esponja marinha da família Leucettidae.

## Espécies
- Leucetta antarctica Dendy, 1918
- Leucetta apicalis Brøndsted, 1931
- Leucetta avocado de Laubenfels, 1954
- Leucetta chagosensis Dendy, 1913
- Leucetta clathrata Haeckel, 1872
- Leucetta floridana Haeckel, 1872
- Leucetta grisea (Dendy & Frederick, 1924)
- Leucetta imberbis (Duchassaing & Michelotti, 1864)
- Leucetta leptoraphis (Jenkin, 1908)
- Leucetta microraphis Haeckel, 1872
- Leucetta nausicaa (Schuffner, 1877)
- Leucetta potiguar Lanna, Cavalcanti, Cardoso, Muricy & Klautau
- Leucetta primigenia Haeckel, 1872
- Leucetta prolifera (Carter, 1876)
- Leucetta pyriformis Dendy, 1913
- Leucetta sagittata Haeckel, 1872
- Leucetta solida (Schmidt, 1862)
- Leucetta trigona Haeckel, 1872
- Leucetta villosa Wörheide & Hooper, 1999